# Добельский край
До́бельский край (латыш. Dobeles novads) — административно-территориальная единица на юге Латвии, в историко-культурной области Земгале. Край состоит из 19 волостей и городов Ауце и Добеле, который является центром края. Граничит с Салдусским, Тукумским и Елгавским краями и с Шяуляйским уездом Литвы.

## История
Край был образован 1 июля 2009 года из части ликвидированного Добельского района в составе города Добеле и десяти волостей. Площадь края составляла 889,7 км².
В ходе административно-территориальной реформы Латвии 2021 года к краю были присоединены город Ауце, 6 волостей из упразднённого Ауцского края и 3 волости из упразднённого Терветского края.
Площадь укрупнённого края составила 1629,33 км².

## Население
Население на 1 января 2010 года составляло 24 390 человек.
Национальный состав населения края по итогам переписи населения Латвии 2011 года был распределён таким образом:
| Национальность | Численность, чел. (2011) | %        |
| -------------- | ------------------------ | -------- |
| Латыши         | 16 809                   | 75,66 %  |
| Русские        | 2806                     | 12,63 %  |
| Белорусы       | 932                      | 4,20 %   |
| Украинцы       | 403                      | 1,81 %   |
| Поляки         | 345                      | 1,55 %   |
| Литовцы        | 535                      | 2,41 %   |
| Другие         | 386                      | 1,74 %   |
| всего          | 22 216                   | 100,00 % |

## Территориальное деление
- Аннениекская волость (латыш. Annenieku pagasts)
- Аугсткалнская волость[латыш.] (латыш. Augstkalnes pagasts)
- Аурская волость (латыш. Auru pagasts)
- город Ауце (латыш. Auces pilsēta)
- Бенская волость (латыш. Bēnes pagasts)
- Берзская волость (латыш. Bērzes pagasts)
- Бикстская волость (латыш. Bikstu pagasts)
- Букайшская волость[латыш.] (латыш. Bukaišu pagasts)
- Вецауцская волость (латыш. Vecauces pagasts)
- Витинская волость (латыш. Vītiņu pagasts)
- город Добеле (латыш. Dobeles pilsēta)
- Добельская волость (латыш. Dobeles pagasts)
- Зебренская волость (латыш. Zebrenes pagasts)
- Ильская волость (латыш. Īles pagasts)
- Кримунская волость (латыш. Krimūnu pagasts)
- Лиелауцская волость (латыш. Lielauces pagasts)
- Наудитская волость (латыш. Naudītes pagasts)
- Пенкульская волость (латыш. Penkules pagasts)
- Терветская волость[латыш.] (латыш. Tērvetes pagasts)
- Укрская волость (латыш. Ukru pagasts)
- Яунберзская волость (латыш. Jaunbērzes pagasts)